# Aşağıdurmuş, Ceylanpınar
Aşağıdurmuş là một xã thuộc huyện Ceylanpınar, tỉnh Şanlıurfa, Thổ Nhĩ Kỳ. Dân số thời điểm năm 2011 là 1.004 người.